# Megachile nigroalba
Megachile nigroalba là một loài Hymenoptera trong họ Megachilidae. Loài này được Friese mô tả khoa học năm 1920.